# Jordanoleiopus conradti
Jordanoleiopus conradti är en skalbaggsart som först beskrevs av Aurivillius 1907.  Jordanoleiopus conradti ingår i släktet Jordanoleiopus och familjen långhorningar.
Artens utbredningsområde är Gabon. Inga underarter finns listade i Catalogue of Life.